# Rana subaspera
Rana subaspera é uma espécie de anfíbio da família Ranidae.
É endémica de Japão.
Os seus habitats naturais são: florestas subtropicais ou tropicais húmidas de baixa altitude, marismas de água doce e marismas intermitentes de água doce.
Está ameaçada por perda de habitat.